# Cmentarz żydowski w Grójcu
Cmentarz żydowski w Grójcu – został założony w XVIII wieku i zajmuje powierzchnię 1,8 ha, na której, wskutek dewastacji z okresu II wojny światowej, nie zachował się żaden cały nagrobek. Po II wojnie światowej na cmentarz przewieziono ekshumowane szczątki około 200 Żydów rozstrzelanych w 1943 roku w Chynowie. , wystawiając na ich mogile stosowny pomnik.

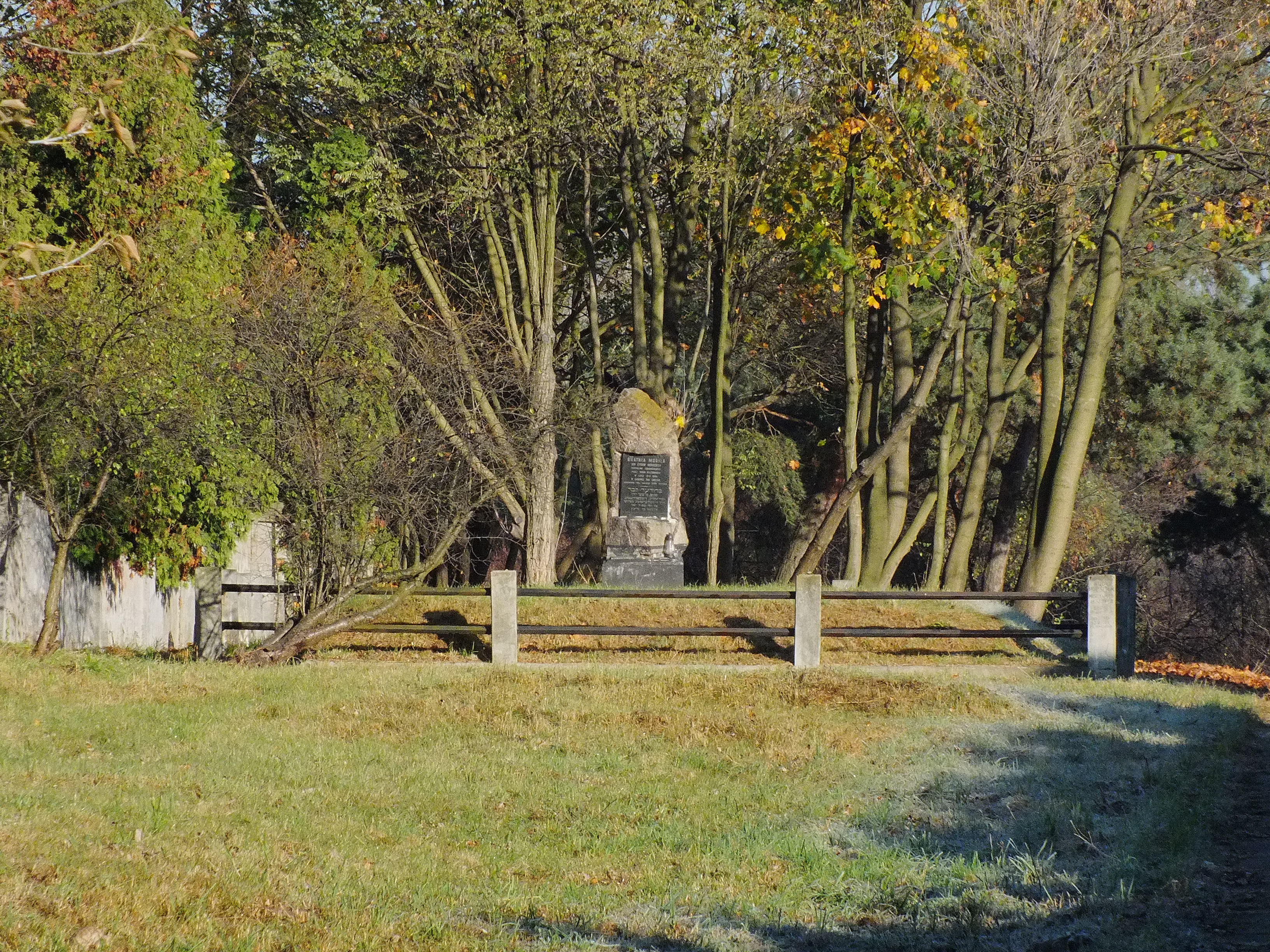
Cmentarz żydowski w Grójcu

W 2003 roku teren nekropolii został uporządkowany i ogrodzony staraniem Fundacji Rodziny Nissenbaumów.